# Hypsiboas marianitae
Espèce
Synonymes
- Hyla marianitae Carrizo, 1992

Statut de conservation UICN

 LC  : Préoccupation mineure
Hypsiboas marianitae est une espèce d'amphibiens de la famille des Hylidae.

## Répartition
Cette espèce se rencontre entre 700 et 2 650 m d'altitude dans l'est des Andes :
- en Argentine dans le nord de la province de Salta ;
- en Bolivie dans les départements de Cochabamba, de Chuquisaca, de Tarija et de Santa Cruz.

## Étymologie
Elle est nommée en hommage Mariana Collico, compagne du descripteur.

## Publication originale
- Carrizo, 1992 : Cuatro especies nuevas de anuros (Bufoninae: Bufo e Hylidae: Hyla) del Norte de la Argentina. Cuadernos de Herpetología, vol. 7, no 3, p. 14-23.